# Widbir 2024
Widbir 2024 (ukrainisch Відбір 2024, englische Transkription Vidbir 2024) war die ukrainische Vorentscheidung für den Eurovision Song Contest 2024 in Malmö (Schweden). Sie fand am 3. Februar 2024 statt.

## Format
Am 28. August 2023 bestätigte UA:Suspilne seine Teilnahme am Eurovision Song Contest 2024. Gleichzeitig gab man bekannt, erneut Widbir als Vorentscheidung zu nutzen. Zudem gab man bekannt, dass man das Auswahlverfahren verändern werde, um der ukrainischen Bevölkerung noch mehr Mitsprache bei der Wahl des Beitrags zu geben. Von den 20 Teilnehmern auf der Long-List werden 10 von einer Jury ausgewählt, ein elfter Kandidat wird durch ein Onlinevoting aus den Reihen der verbliebenen Kandidaten ausgewählt.

### Beitragswahl
Zwischen dem 30. August und dem 22. Oktober 2023 konnten Beiträge für den Vorentscheid eingereicht werden. Insgesamt wurden 389 Beiträge von 288 Künstlern eingereicht, 222 davon Solisten.

### Moderatoren
Als Moderatoren wurden am 19. Januar 2024 Julija Sanina, Timur Miroschnytschenko und Wassyl Bajdak vorgestellt.

## Teilnehmer
Eine erste Long-List der Teilnehmer wurde am 9. November 2023 veröffentlicht.

### Zurückkehrende Teilnehmer
| Teilnehmer                                | Jahr       |
| ----------------------------------------- | ---------- |
| Mélovin                                   | 2017, 2018 |
| Ingret                                    | 2018       |
| Jerry Heil                                | 2020, 2023 |
| Carpetman (als Teil von Kalush Orchestra) | 2022       |

## Onlinevoting
Das Onlinevoting für den elften Startplatz im Finale fand im Dezember 2023 statt. Ursprünglich sollten zehn Künstler am Onlinevoting teilnehmen, jedoch zog Julia Belei ihre Teilnahme zurück.
| Rang | Interpret | Lied Musik (M) und Text (T)                                                          | Sprache              | Übersetzung (inoffiziell) | Stimmen | Prozent |
| ---- | --------- | ------------------------------------------------------------------------------------ | -------------------- | ------------------------- | ------- | ------- |
| 1.   | ANKA      | Palala M/T: Anna Korchenova                                                          | Ukrainisch           | -                         | 80.944  | 26,78 % |
| 2.   | Parfeniuk | Sered vitriv M/T: Illia Parfeniuk, Serhii Yermolaiev                                 | Ukrainisch           | Unter den Winden          | 42.931  | 14,21 % |
| 3.   | Krylata   | Queen M/T: Anastasiia Zavadska, Eshtar Radi, Leonid Petrovskyi, Yevhenii Bardachenko | Englisch, Ukrainisch | Königin                   | 31.268  | 10,35 % |
| 4.   | Stasya    | Rika M/T: Anastasiia Chaban, Oleksandr Pryshliak                                     | Ukrainisch           | Fluss                     | 30.040  | 9,94 %  |
| 5.   | Carpetman | Endless Fight M/T: Anton Chilibi, Denys Mazorchuk                                    | Englisch             | Endloser Kampf            | 27.328  | 9,04 %  |
| 6.   | Shépa     | Supernova M/T: Anna Nesterova, Finn Tyler                                            | Englisch             | -                         | 25.729  | 8,51 %  |
| 7.   | Swoiia    | Little Angels M/T: Oleksii Potapenko, Vadym Alkhutov                                 | Englisch             | Kleine Engel              | 23.357  | 7,73 %  |
| 8.   | Teslenko  | Lights go up M/T: Oleksandr Krizhevich, Andrii Prudnikov, Oleksandr Teslenko         | Englisch             | Lichter gehen an          | 20.648  | 6,83 %  |
| 9.   | Karyotype | Sadness M/T: Danylo Kuka                                                             | Englisch             | Traurigkeit               | 19.954  | 6,60 %  |

## Finale
Das Finale fand am 3. Februar 2024 um 17:00 Uhr (MEZ) statt. Folgende Künstler nahmen daran teil. Die während der Sendung fürs Publikumsvoting eingesetzte App stürzte während des Abstimmungsfensters ab, ein Ergebnis konnte nicht ermittelt werden. Am 4. Februar 2024 wurde das Finale ab 14:15 Uhr (MEZ) wiederholt und um 18:05 Uhr (MEZ) das Ergebnis inklusive des Juryvotings bekannt gegeben.
| Platz | Startnr. | Interpret                  | Lied Musik (M) und Text (T)                                                                      | Sprache              | Übersetzung (inoffiziell)      | Jury | Zuschauerstimmen (App) | Zuschauerstimmen (App) | Gesamt |
| Platz | Startnr. | Interpret                  | Lied Musik (M) und Text (T)                                                                      | Sprache              | Übersetzung (inoffiziell)      | Jury | %                      | Punkte                 | Gesamt |
| ----- | -------- | -------------------------- | ------------------------------------------------------------------------------------------------ | -------------------- | ------------------------------ | ---- | ---------------------- | ---------------------- | ------ |
| 1.    | 6        | Alyona Alyona & Jerry Heil | Teresa & Maria M/T: Aliona Savranenko, Anton Chilibi, Yana Shemaeva, Ivan Klymenko               | Ukrainisch, Englisch | -                              | 10   | 61,97 %                | 11                     | 21     |
| 2.    | 9        | Ziferblat                  | Place I Call Home M/T: Danylo Leshchynskyi, Valentyn Leshchynski                                 | Englisch             | Der Ort, den ich Zuhause nenne | 11   | 5,51 %                 | 8                      | 19     |
| 3.    | 7        | Mélovin                    | Dreamer M/T: Kostiantyn Bocharov, Oleksandr Biliak                                               | Englisch             | Träumer                        | 9    | 7,10 %                 | 9                      | 18     |
| 4.    | 1        | YAKTAK                     | Lalala M/T: Yaroslav Karpuk, Vasyl Kozma                                                         | Ukrainisch           | -                              | 6    | 9,19 %                 | 10                     | 16     |
| 5.    | 10       | YAGODY                     | Tsunamia M/T: Viktoriia Solovyiuk, Serhii Svirskyi, Teymuraz Gogitidze                           | Ukrainisch           | Tsunami                        | 7    | 5,33 %                 | 7                      | 14     |
| 6.    | 2        | INGRET                     | Keeper M/T: Dmytro Tsyhanenko, Ingret Kostenko                                                   | Englisch, Ukrainisch | Wächter                        | 8    | 1,31 %                 | 2                      | 10     |
| 7.    | 8        | SKYLERR                    | Time is running out M/T: Vladyslav Stopak, Valeriia Kudriavets, Nazarii Savchuk, Nikita Kiseliov | Englisch, Ukrainisch | Die Zeit läuft ab              | 3    | 3,27 %                 | 6                      | 9      |
| 8.    | 4        | ANKA                       | Palala M/T: Anna Korchenova                                                                      | Ukrainisch           | -                              | 5    | 1,64 %                 | 4                      | 9      |
| 9.    | 5        | Drevo                      | Endless chain M/T: Maksym Derevianchuk                                                           | Englisch             | Endlose Kette                  | 4    | 1,39 %                 | 3                      | 7      |
| 10.   | 11       | NAHABA                     | Glasss M/T: Andrii Naumenko, Olha Kakasiian                                                      | Ukrainisch           | -                              | 1    | 2,02 %                 | 5                      | 6      |
| 11.   | 3        | NAZVA                      | Slavic English M/T: Pavlo Gots                                                                   | Englisch, Ukrainisch | Slawisches Englisch            | 2    | 1,27 %                 | 1                      | 3      |

In der App „Dija“ wurden insgesamt 1.167.185 Stimmen abgegeben. Das Sieger-Duo erhielt mit 723.297 Stimmen mehr als 6 Mal so viele Stimmen wie der Zweitplatzierte im Zuschauervoting YAKTAK.